# Lali Barrière
Lali Barrière Figueroa (Barcelona, 1964) es una música, matemática, profesora universitaria e investigadora española, que analiza las relaciones entre las matemáticas, el arte y la tecnología.

## Biografía
Licenciada en Matemáticas por la Universidad de Barcelona se doctoró en la Politécnica de Cataluña (UPC). Es profesora en la Politécnica catalana en la Escuela de Ingeniería de Telecomunicaciones y Aeroespacial de Castelldefels y en el Centro de la Imagen y la Tecnología Multimedia de Tarrasa, ambos dependientes de la UPC. Desarrolla su investigación sobre la teoría de grafos, algoritmos de comunicación y geometría combinatoria. Actualmente (2019) investiga en torno a las relaciones entre matemáticas, arte y tecnología, y es miembro del equipo de profesores del máster en Innovación Audiovisual y Entornos Interactivos de la BAU.
Desde 2008 se interesa por las aplicaciones creativas de la programación. En esta área, ha participado en  Lykt (2018), una performance multisensorial (Lali Barrière, colores; Ferran Fages, sonido; y Yolanda Uriz, olores); Sediment (2017-2018), dúo audiovisual con el músico Ferran Fages; la programación de la interfaz gráfica para el proyecto GeMuSe de Iván Paz (2016), y Genera Esfera con Anna Carreras, una instalación interactiva presentada en el festival MIRA 2015. Barrière también ha impartido talleres con la intersección de arte y ciencia como tema principal, y como música lo ha hecho en Sónar (Barcelona, 2003), Zarata fest (Bilbao, 2011, 2012 y 2013) o en la BCN ImproFest 2012, en este caso con Alfredo Costa Monteiro y Ruth Barberá.